# Ostpolitik

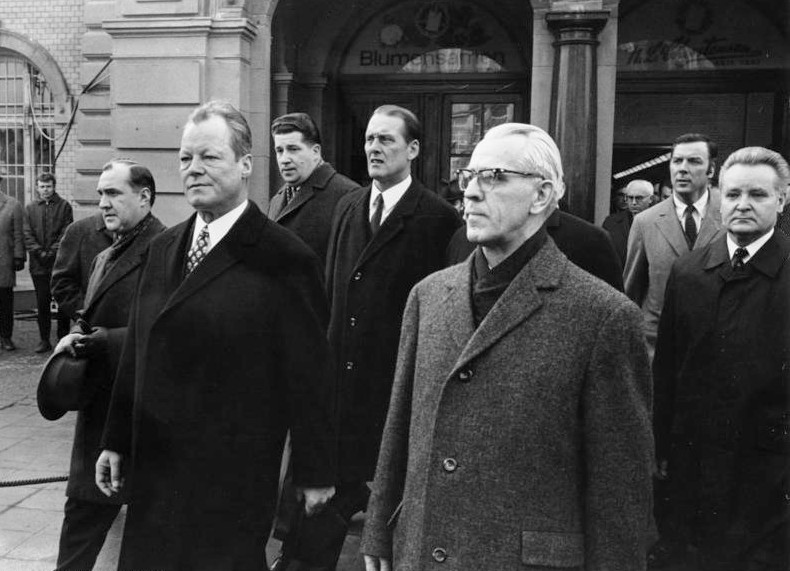
Willy Brandt (balra) és Willi Stoph Erfurtban 1970-ben, a szövetségi kancellár első találkozása keletnémet kollégájával, amit a hidegháborús enyhülés első lépéseinek tekintenek

Az Ostpolitik (magyarul „keleti politika”), az 1960-as évek végén és az 1970-es évek elején kialakított nyugatnémet külpolitikai irányzat, amelynek célja az volt, hogy enyhítse a feszültségeket a hidegháborús Európában, különösen a Kelet- és Nyugat-Németország, illetve a Varsói Szerződés és a NATO között. Ezt a politikát Willy Brandt nyugatnémet kancellár nevéhez köthetjük, aki 1969 és 1974 között volt hivatalban, és külügyminisztere, Egon Bahr is kulcsszerepet játszott az Ostpolitik kidolgozásában és megvalósításában.

## Az Ostpolitik céljai és alapelvei
Az Ostpolitik fő célja az volt, hogy az NSZK (Német Szövetségi Köztársaság) javítsa kapcsolatait az NDK-val (Német Demokratikus Köztársaság) és a keleti blokk többi országával, különösen a Szovjetunióval, Lengyelországgal és Csehszlovákiával. Az alábbi fő célkitűzései voltak:
- A békés egymás mellett élés biztosítása: Az NSZK és az NDK közötti konfrontáció enyhítése, és a békés együttélés lehetőségének megteremtése.
- Diplomáciai kapcsolatok javítása: A két német állam közötti hivatalos diplomáciai kapcsolatok létrehozása és a keleti blokkal való együttműködés fokozása.
- Területi status quo elfogadása: Az NSZK elismerte a második világháború utáni határokat, például az Odera–Neisse határvonalat, amely Németország és Lengyelország között húzódott.
- A humanitárius kapcsolatok fejlesztése: Az NDK-ban élő németekkel való családi, kulturális és egyéb kapcsolatok fenntartása és fejlesztése.

## Fontosabb események és szerződések az Ostpolitik során
- Moszkvai Szerződés (1970): Ezzel az NSZK elismerte a Szovjetunióval kötött megállapodásban a két állam területi egységét, és vállalta, hogy tiszteletben tartja a második világháború utáni határokat.[4]
- Varsói Szerződés (1970): Lengyelországgal kötött szerződés, amelyben az NSZK elfogadta az Odera–Neisse határvonalat, és ezzel elismerte Lengyelország nyugati határait.[5]
- A Német Alapszerződés (1972): Az NSZK és az NDK közötti alapszerződés, amelyben mindkét ország elismerte egymás szuverenitását, és megállapodtak a diplomáciai kapcsolatok és a gazdasági együttműködés elősegítésében.[6]
- Helsinki záróokmány (1975): Noha ez nem közvetlenül az Ostpolitik része volt, a Helsinki folyamat és a Záróokmány a hidegháború enyhítését és az európai biztonsági és együttműködési rendszer kiépítését célozta, amely összhangban volt az Ostpolitik alapelveivel.

## Az Ostpolitik hatásai és öröksége
Az Ostpolitik jelentős mértékben hozzájárult a hidegháborús feszültségek enyhítéséhez Európában. Bár a német újraegyesítés csak 1990-ben történt meg, az Ostpolitik fontos előfeltétele volt annak, hogy az 1980-as évek végén a keleti blokk országai, köztük az NDK is, nyitottabbak legyenek a reformokra és a demokratizálódásra. Willy Brandt ezért a politikájáért 1971-ben Nobel-békedíjat kapott, amely elismerte az Ostpolitik hozzájárulását az európai békéhez és stabilitáshoz.

## Kritikák és viták
Az Ostpolitik bírálói azzal érveltek, hogy a Nyugat ezzel gyakorlatilag legitimizálta a kelet-európai kommunista rezsimeket, és ezzel aláásta az elnyomott népek szabadság iránti vágyát. A konzervatív politikai körök, különösen a CDU, kritizálták Brandt politikáját, mivel szerintük ez „túl nagy engedményeket tett” a kelet-európai országoknak.